# Barkestone-le-Vale
Barkestone-le-Vale är en by i civil parish Redmile, i distriktet Melton, i grevskapet Leicestershire i England. Byn är belägen 16 km från Melton Mowbray. Barkestone var en civil parish fram till 1936 när blev den en del av Redmile. Civil parish hade 238 invånare år 1931. Byn nämndes i Domedagsboken (Domesday Book) år 1086, och kallades då Barchestone.